# Henrigirardia wienini
Espèce
Synonymes
- Moitessiera wienini Girardi, 2001

Statut de conservation UICN

 CR B1ab(iii) : 
En danger critique
Moitessierie trompette (Henrigirardia wienini) est une espèce de mollusques de la famille des Moitessieriidae.

## Distribution
Cette espèce est endémique de l'Hérault (France) où elle n'est connue que sur la commune de Puéchabon.